# XFL
De XFL was een professionele Americanfootballcompetitie opgericht in 1999. De XFL heeft een jaar bestaan en was een samenwerking van de World Wrestling Federation (nu bekend als WWE) en televisie netwerk NBC dat allebei voor de helft eigenaar was. De vormgeving van XFL-wedstrijden ontleende veel elementen van sportentertainment zoals suggestief geklede cheerleaders, kayfabe verhaallijnen en het gebruik van WWF-persoonlijkheden als commentatoren en verslaggevers. In tegenstelling tot sportentertainment waren alle wedstrijden en uitslagen legitiem.

## Geschiedenis
De XFL werd voorgesteld als een competitie die onmiddellijk na het aflopen van het reguliere NFL-seizoen zou beginnen, en hiermee inspeelde op het gebrek van Americanfootballwedstrijden tijdens de zomerstop. Het werd in de markt gezet als een divisie met minder regels en moedigde hiermee ruiger spel op het veld aan. De XFL bestond uit acht teams die in twee divisies uitkwamen. Deze teams kamen veelal uit steden die ook een NFL-team hadden, maar ook een aantal die daar niet in uitkwamen zoals Birmingham, Las Vegas, Memphis en Orlando. In totaal mochten 8 teams deelnemen aan de competitie. Alle teams werden bestuurd door de XFL zelf, in tegenstelling tot de meeste competities waarbij de teams private ondernemingen (franchises) zijn die in een competitie uitkomen.
De eerste uitzendingen op de televisiezender NBC hadden meer kijkers dan verwacht, maar de kijkcijfers daalden snel. De XFL had last van zijn connecties met sportentertainment waar waarheid en fictie nauwelijks van elkaar te onderscheiden zijn. Ook was de kwaliteit van de spelers in de XFL veel minder dan bij de gevestigde NFL.
XFL innoveerde het verslaggeven van wedstrijden met vernieuwingen als skycams en het gebruik van microfoons in de helmen van spelers.
WWF en NBC verloren in het inaugurele seizoen van 2001 allebei 35 miljoen dollar van hun initiële investering van 100 miljoen. Ondanks dat NBC voor het uitzenden van twee seizoenen had getekend, zegde het eenzijdig het samenwerkingsverband met de WWF op vanwege de slechte kijkcijfers. Destijds kondigde WWF-eigenaar Vince McMahon aan dat de XFL door zou gaan zonder NBC. Ook zei hij dat het aankomende seizoen meer teams zou hebben. De zender UPN zou het uitzenden van wedstrijden overnemen van NBC. Deze stelde echter veel eisen aan de vormgeving van de competitie en bezegelde hiermee het lot van de XFL.
De organisatie werd opgedoekt in mei 2001, een maand na het uitzenden van de finale van de competitie, de zogenoemde "Million Dollar Game", vernoemd naar het prijsgeld van 1 miljoen dollar.
Deze finale werd gewonnen door de Los Angeles Xtremes, die gelden als de eerste en enige kampioen van de competitie. McMahon gaf naderhand toe dat de competitie een "kolossale mislukking" was.

## Terugkeer
McMahon bleef eigenaar van de XFL-competitie en merknamen nadat de organisatie was gestopt, en kondigde op 25 januari 2018 aan dat de competitie in 2020 terug zou komen. De nieuwe XFL zal minder elementen lenen van sportentertainment en zal qua vormgeving meer gaan lijken op andere Americanfootballcompetities die bestaan. Deze XFL competitie zal volledig in handen zijn van McMahon en losstaan van zijn bedrijf World Wrestling Entertainment.